# 바드리나트 (영화)
바드리나트(Badrinath)는 인도에서 제작된 비나약 V.V. 감독의 2011년 액션, 모험, 판타지 영화이다. 알루 아르준 등이 주연으로 출연하였다.

## 출연

### 주연
- 알루 아르준
- 타만나 바티아

### 조연
- 프라카쉬 라이
- 브라마난담
- 사야지 쉰데